# آنتون کایندل
آنتون کایندل (به آلمانی: Anton Kaindl) (زاده ۱۴ ژوئیه ۱۹۰۲ - مرگ ۳۱ اوت ۱۹۴۸) یک نظامی آلمانی در دوره رایش سوم و از سال ۱۹۴۳ تا سال ۱۹۴۵ فرمانده اردوگاه مرگ زاخسنهاوزن بود.